# سیسیل لوتر
سیسیل لوتر (انگلیسی: Cecil Lowther; ۱ ژانویهٔ ۱۸۶۹ – ۱ نوامبر ۱۹۴۰) نظامی و سیاستمدار اهل بریتانیا بود.